# ضريح الملا حسن كاشي
ضريح الملا حسن كاشي (بالفارسية: آرامگاه ملاحسن کاشی) هو ضريح تاريخي يعود إلى السلالة الصفوية، ويقع في سلطانية.